# Bojanci
Bojanci este o localitate din comuna Črnomelj, Slovenia, cu o populație de 92 de locuitori.